# Xã Alden, Quận Hardin, Iowa
Xã Alden (tiếng Anh: Alden Township) là một xã thuộc quận Hardin, tiểu bang Iowa, Hoa Kỳ. Năm 2010, dân số của xã này là 1.146 người.